# The Race of a Thousand Camels
The Race of a Thousand Camels (en español: La Carrera de Mil Camellos) es el primer álbum de estudio del grupo musical británico Bôa, lanzado en 1998. Al lanzamiento de este álbum, la banda consistía en Jasmine Rodgers, Steve Rodgers, Lee Sullivan, Paul Turrell, Alex Caird y Ben Henderson.
La tercera canción, Duvet se hizo popular luego de haber sido usada como opening del animé Serial Experiments Lain. Esta canción inspiró también a una banda de rock boliviana llamada Duvet.

## Composición y lanzamiento
El álbum fue lanzado inicialmente sólo en Japón, pero gracias a su éxito, sobre todo por el sencillo "Duvet" que formó parte de la banda sonora de la serie de animé Serial Experiments Lain, fue posteriormente publicado en todo el mundo bajo el título de Twilight en 2001.
The Race of a Thousand Camels es un álbum de rock alternativo cuyo sonido queda casi en su totalidad a las guitarras acústicas y eléctricas. Hay canciones de tono más fuerte, como "Fool" "Deeply", pero la mayoría de las canciones tienen atmósferas más bien suaves como "Elephant" y "Welcome".

## Listado de canciones
1. "Fool" – 5:06
2. "Twilight" – 3:48
3. "Duvet" – 3:23
4. "Rain" – 3:55
5. "Elephant" – 3:54
6. "Scoring" – 3:49
7. "Deeply" – 4:35
8. "One Day" – 2:41
9. "Welcome" – 5:06
10. "For Jasmine" – 5:18
11. "Anna María" – 4:03

## Personal
- Jasmine Rodgers - vocales, guitarra acústica, percusión
- Alex Caird - bajo
- Ben Henderson - guitarra, guitarra acústica, saxofón, percusión
- Steve Rodgers - guitarra, guitarra acústica, vocales
- Lee Sullivan - batería, percusión, teclados
- Paul Turrell - teclados, percusión, guitarra